# 伊和神社

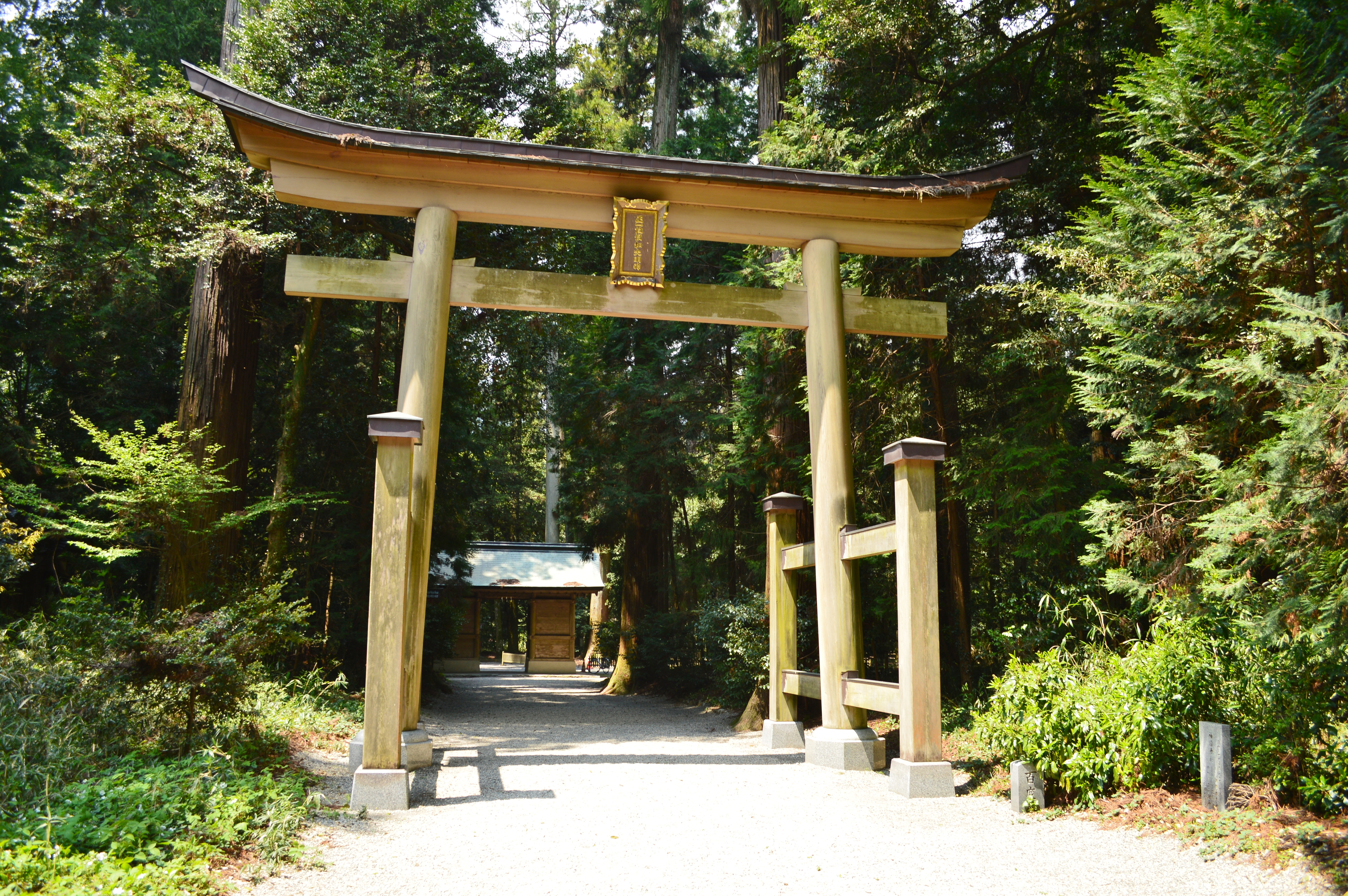
鳥居

伊和神社（いわじんじゃ）は、兵庫県宍粟市一宮町須行名にある神社。式内社（名神大社）、播磨国一宮。旧社格は国幣中社で、現在は神社本庁の別表神社。
海神社・粒坐天照神社と合わせて「播磨三大社」と総称される。

## 祭神
主祭神
- 大己貴神
『播磨国風土記』の記載では、播磨国の神である伊和大神と葦原志許乎命（大己貴神の別称・葦原醜男）は同神とみなせる。

配神
- 少彦名神
- 下照姫神

『風土記』では伊和大神は出雲から来たという。「伊和」の語源について『風土記』では神酒（みわ）から、或いは大己貴神が国作りを終えて「於和（おわ）」と呟いたためとする。

## 歴史
成務天皇14年または欽明天皇25年の創祀と伝わる。
『延喜式神名帳』には、「伊和坐大名持魂神社（いわにいますおおなもちみたまのかみやしろ）」（伊和に鎮座する大己貴神の社）とあり、正暦2年（991年）、正一位の神階に叙せられた。
播磨国一宮とされ、幾度か火災にあって焼失する度に朝廷、国司、守護赤松氏、近隣の藩主などの庇護で再建された。なお、鎮座地である一宮町（現・宍粟市）の地名は、播磨一宮の当社に由来する。。
近代社格制度では明治6年に県社へ列格、同18年に国幣小社へ昇格、同45年には国幣中社に昇格した。戦後は神社本庁の別表神社に指定されている。

## 境内
- 鶴石
伝承では、欽明天皇25年、豪族・伊和恒郷に大己貴神から「我を祀れ」との神託があった。恒郷は、西の野で一夜にして木々が群生し、大きな白鶴2羽が石（鶴石）の上で北向きに眠っていたのをみて、そこに社殿を北向きに造営したとされる。現在の社殿も北向きで社叢のなかにあり、鶴石は本殿裏に祀られる。

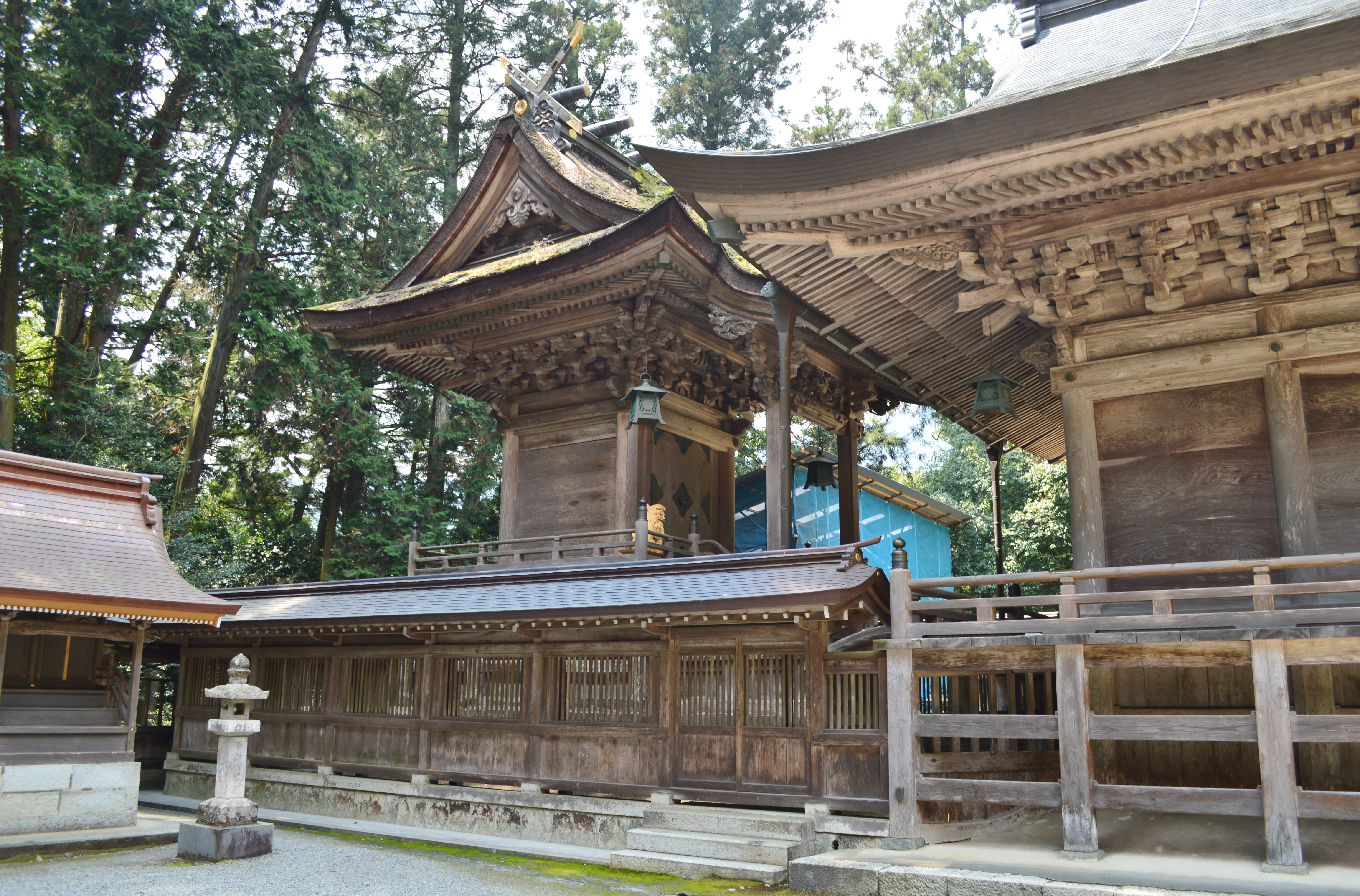
本殿
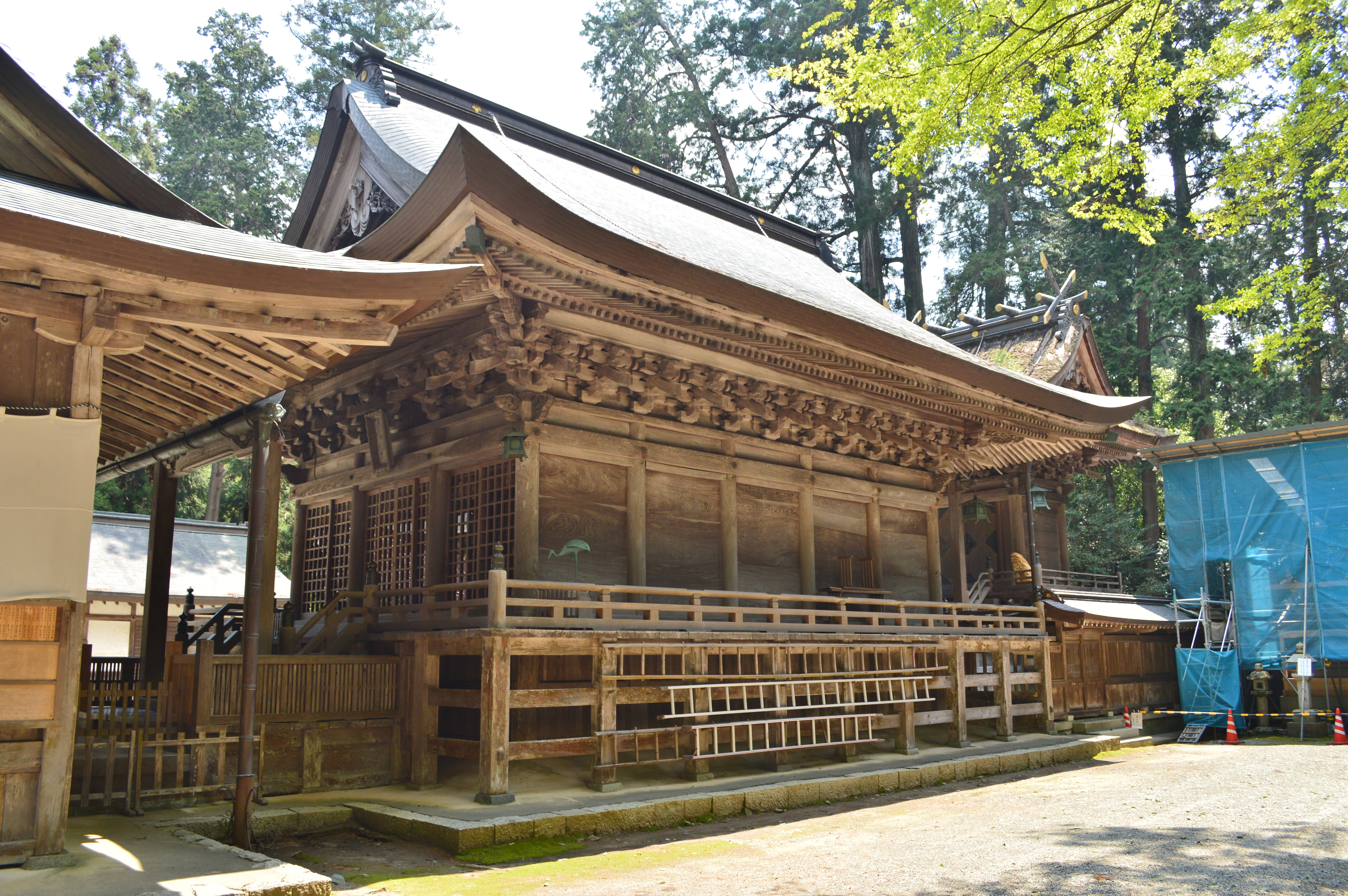
幣殿
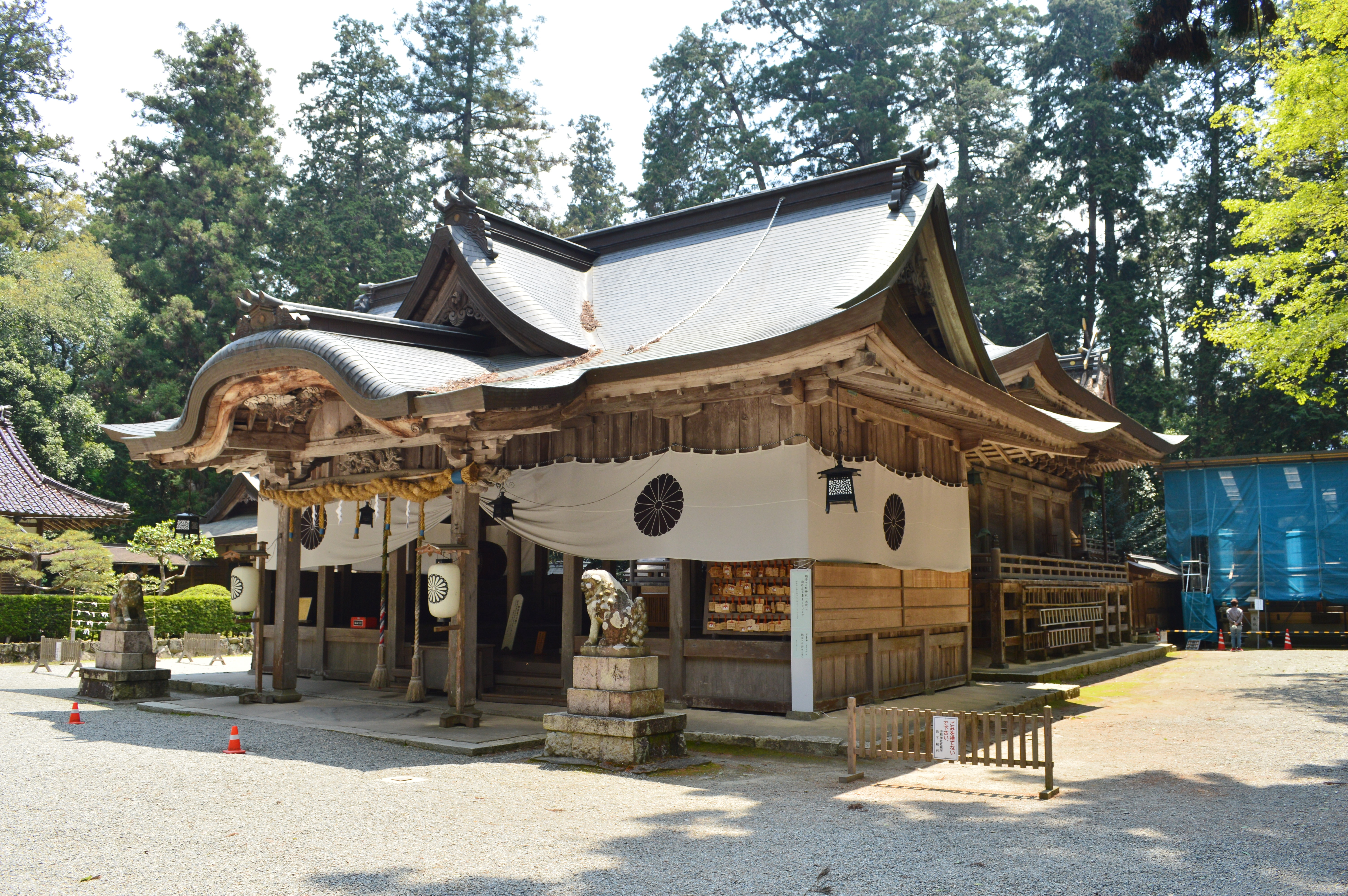
拝殿
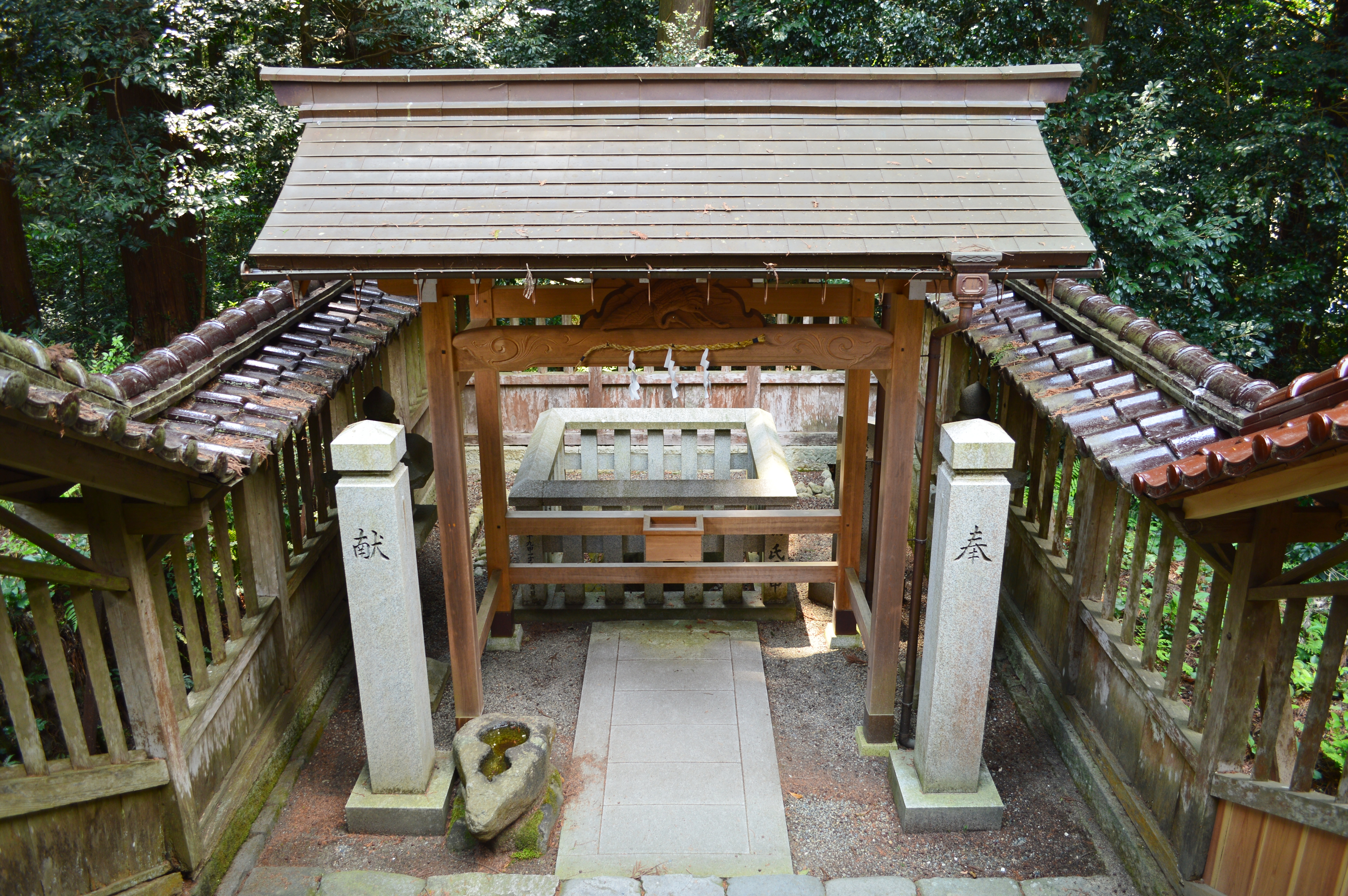
鶴石 拝所
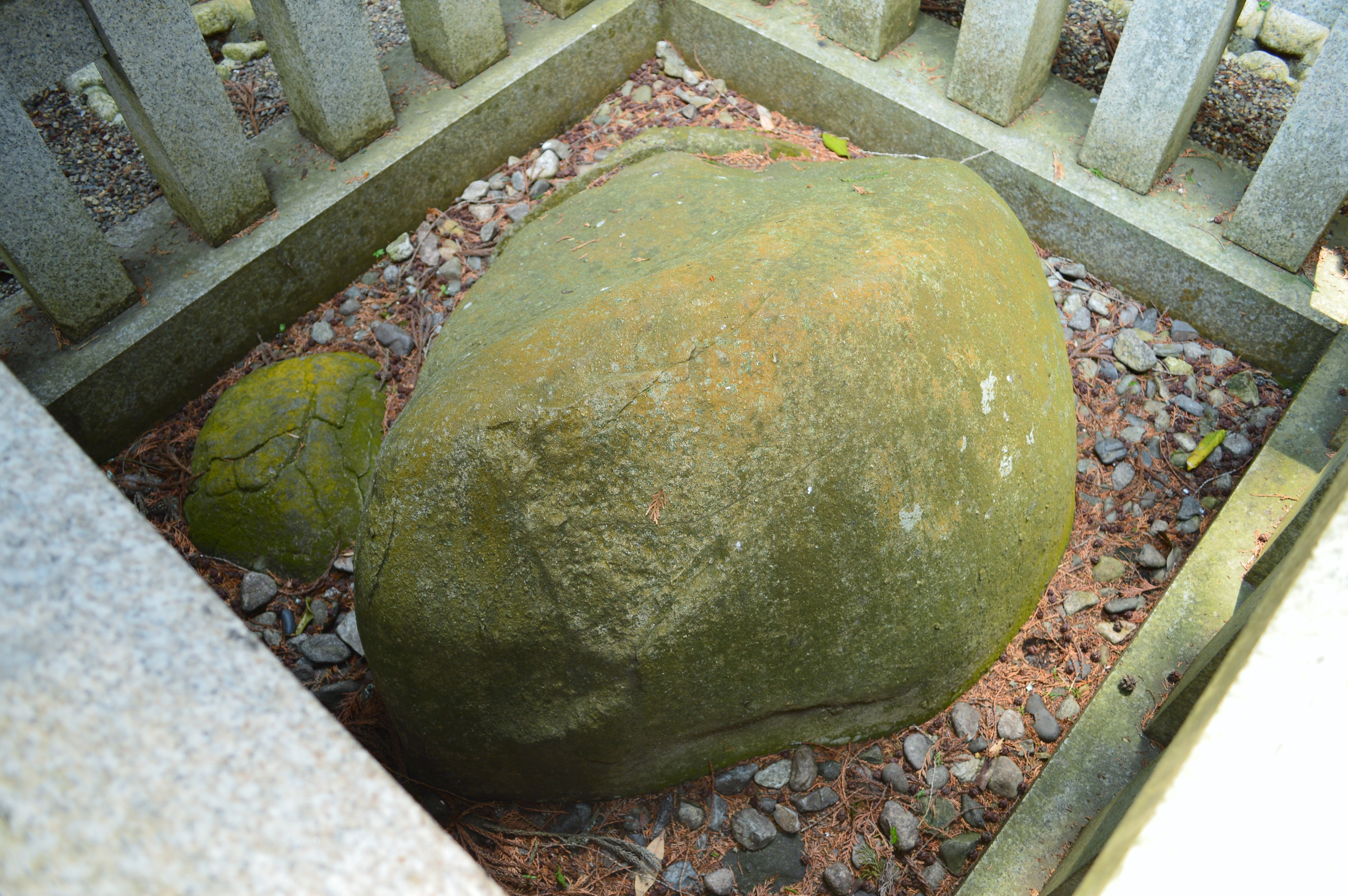
鶴石
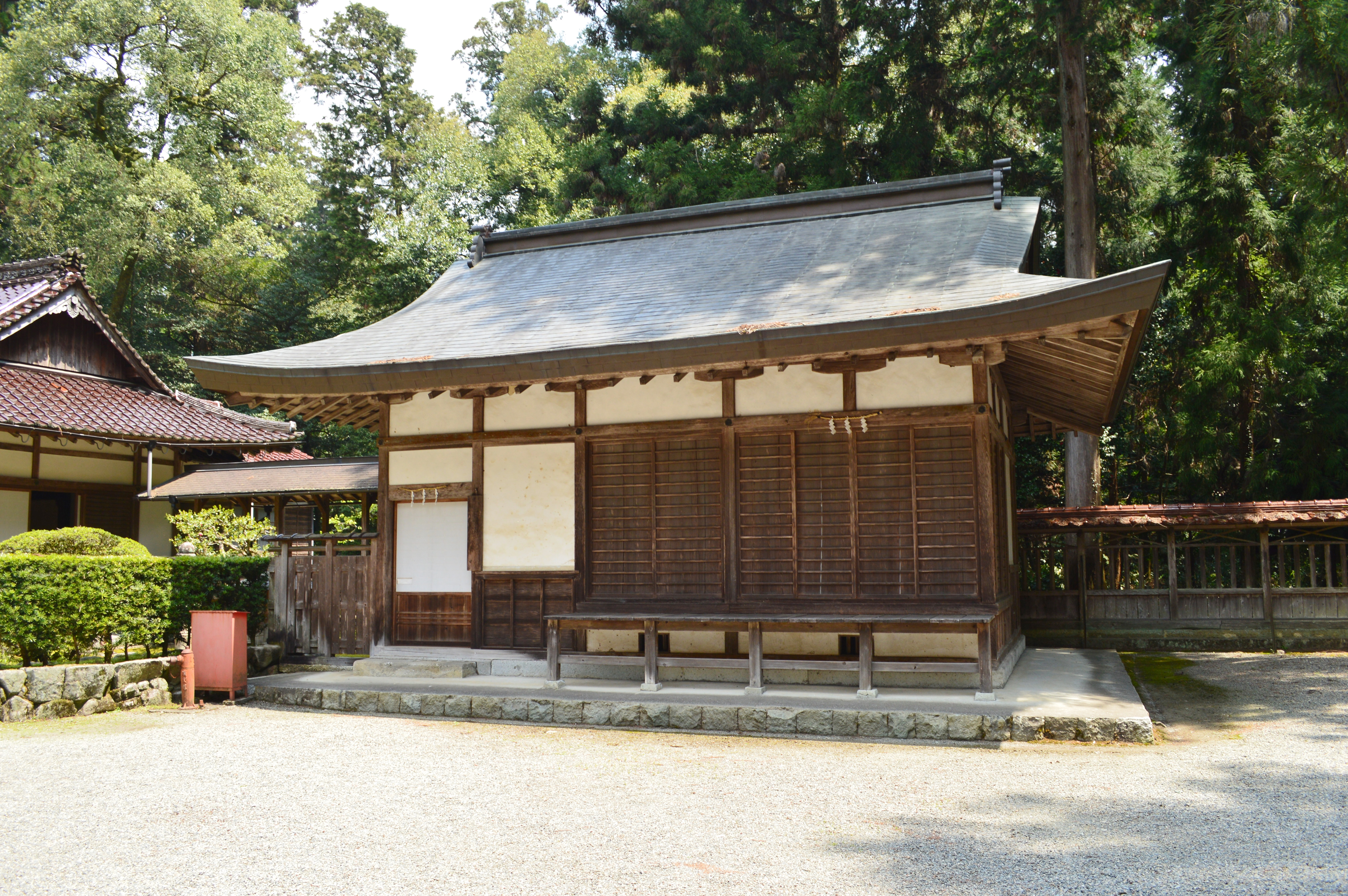
神饌所
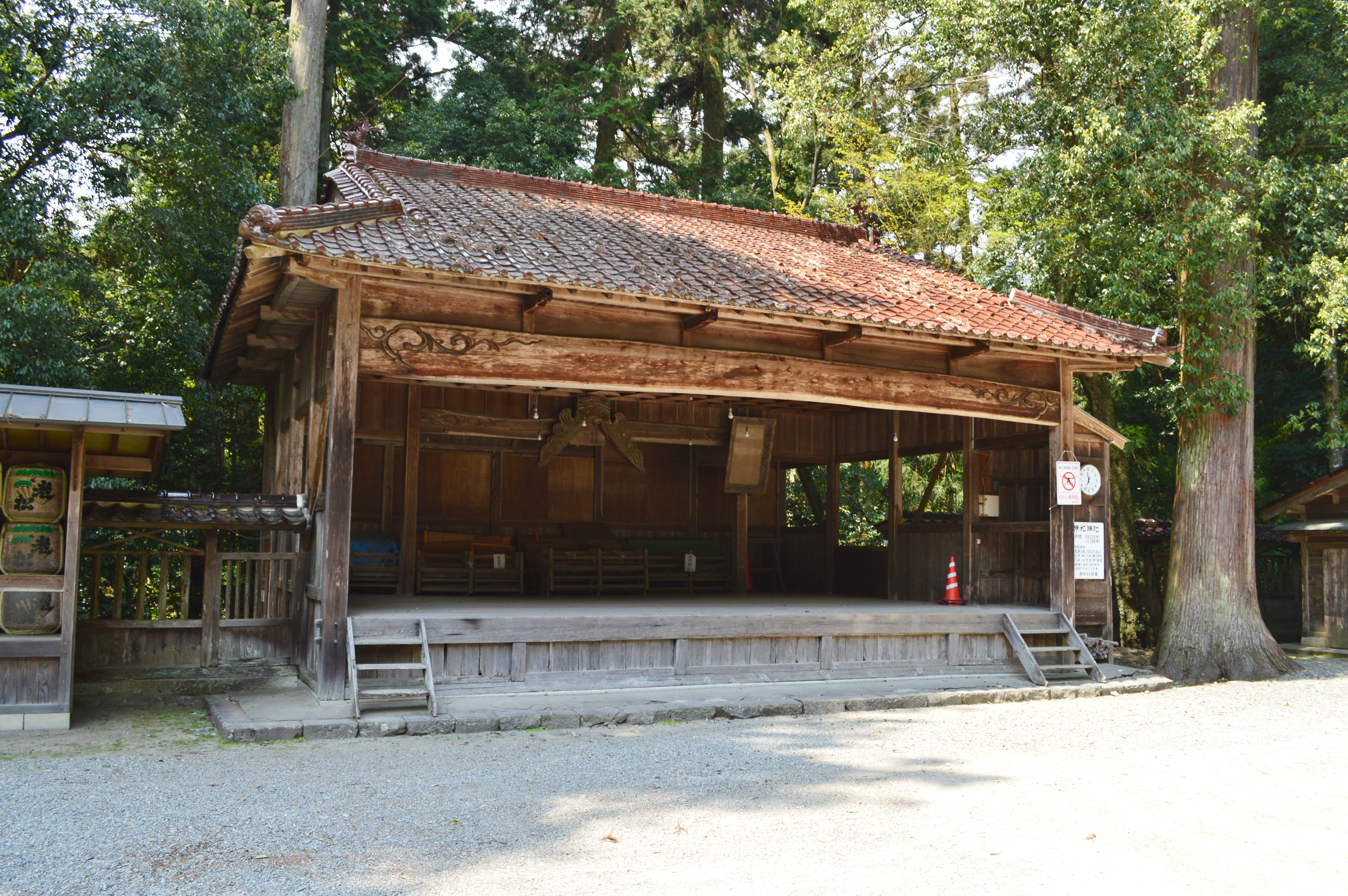
神楽殿
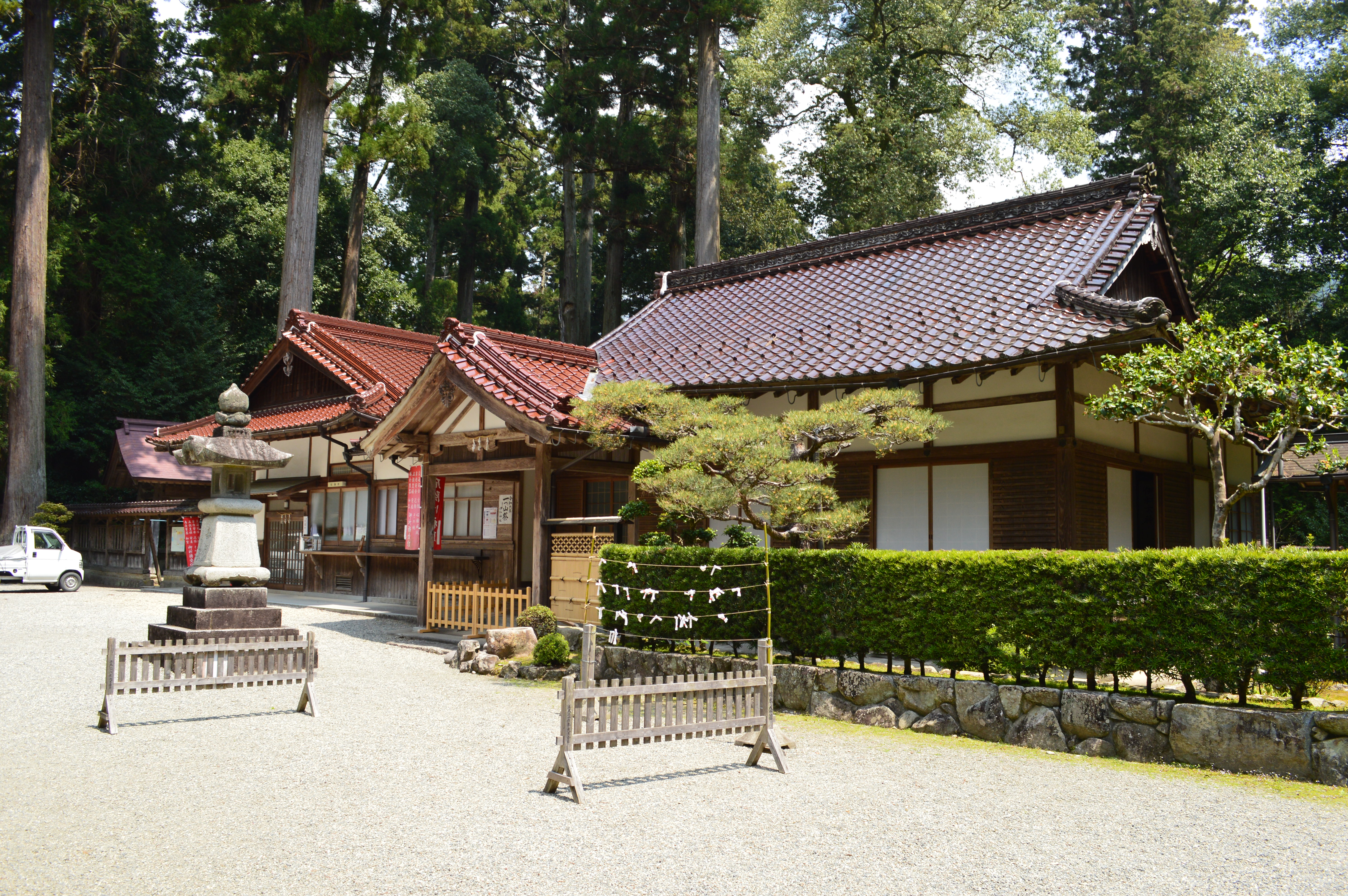
社務所
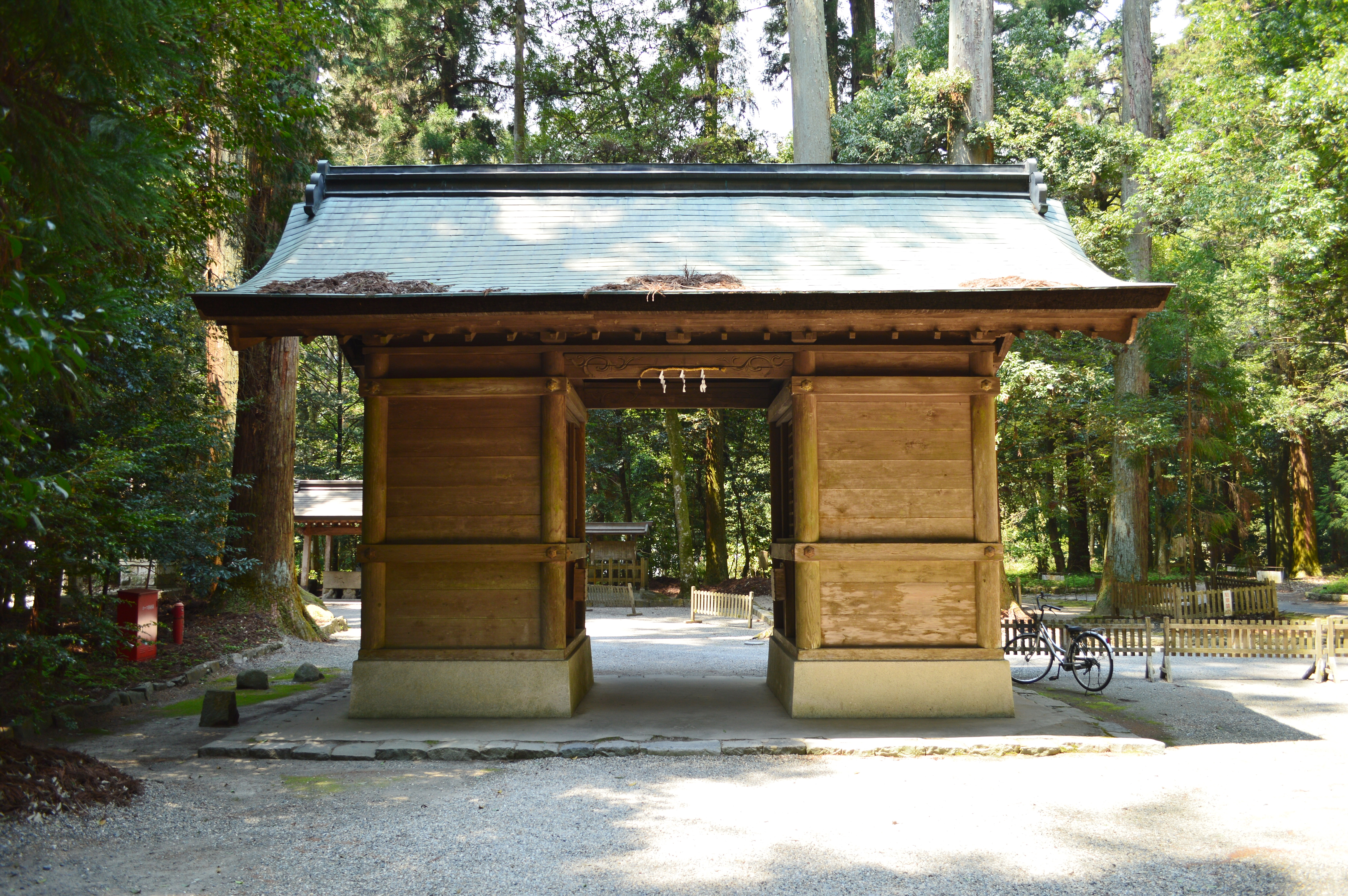
北随神門
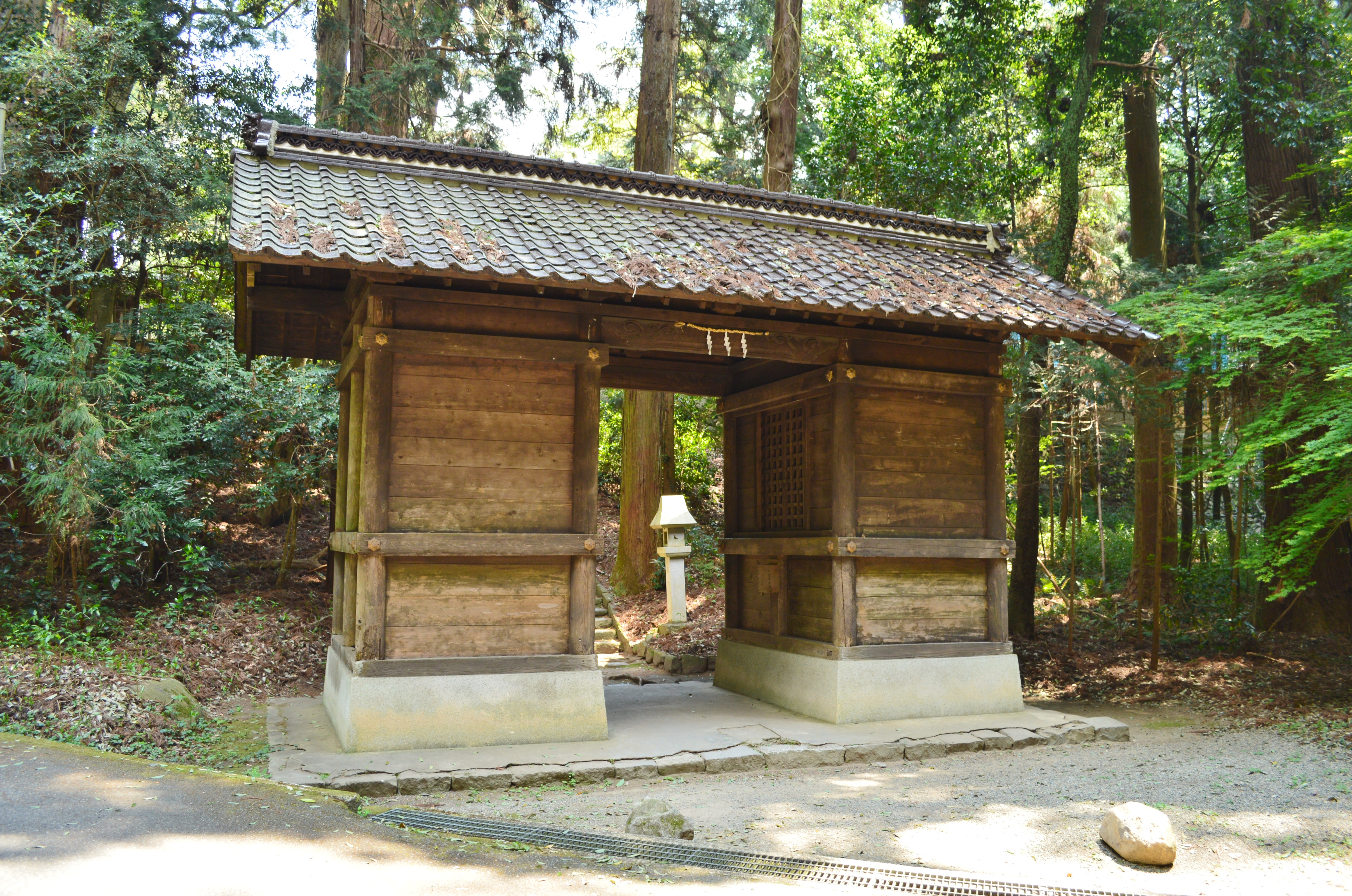
西随神門
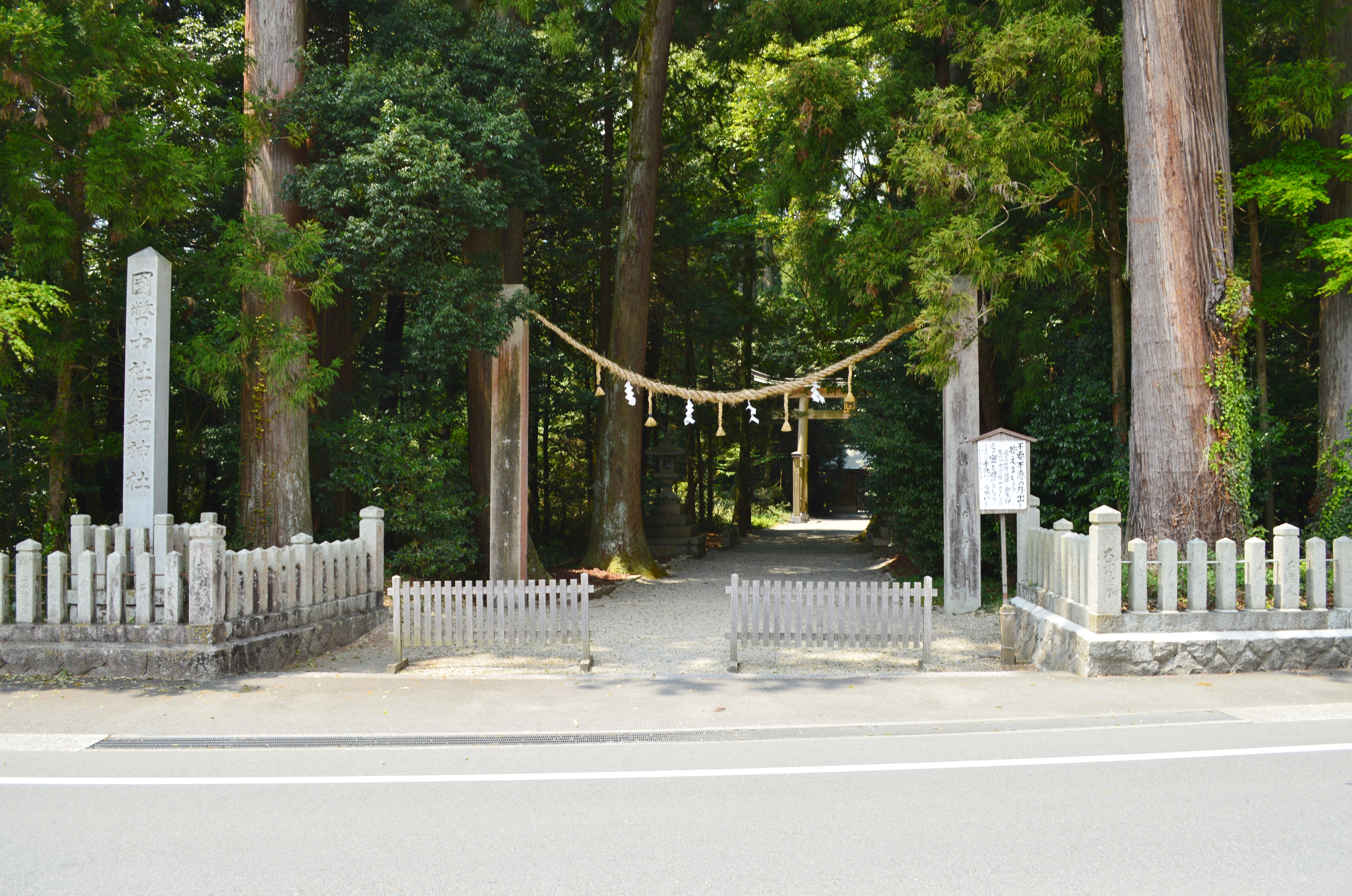
境内入り口

## 摂末社
境内末社

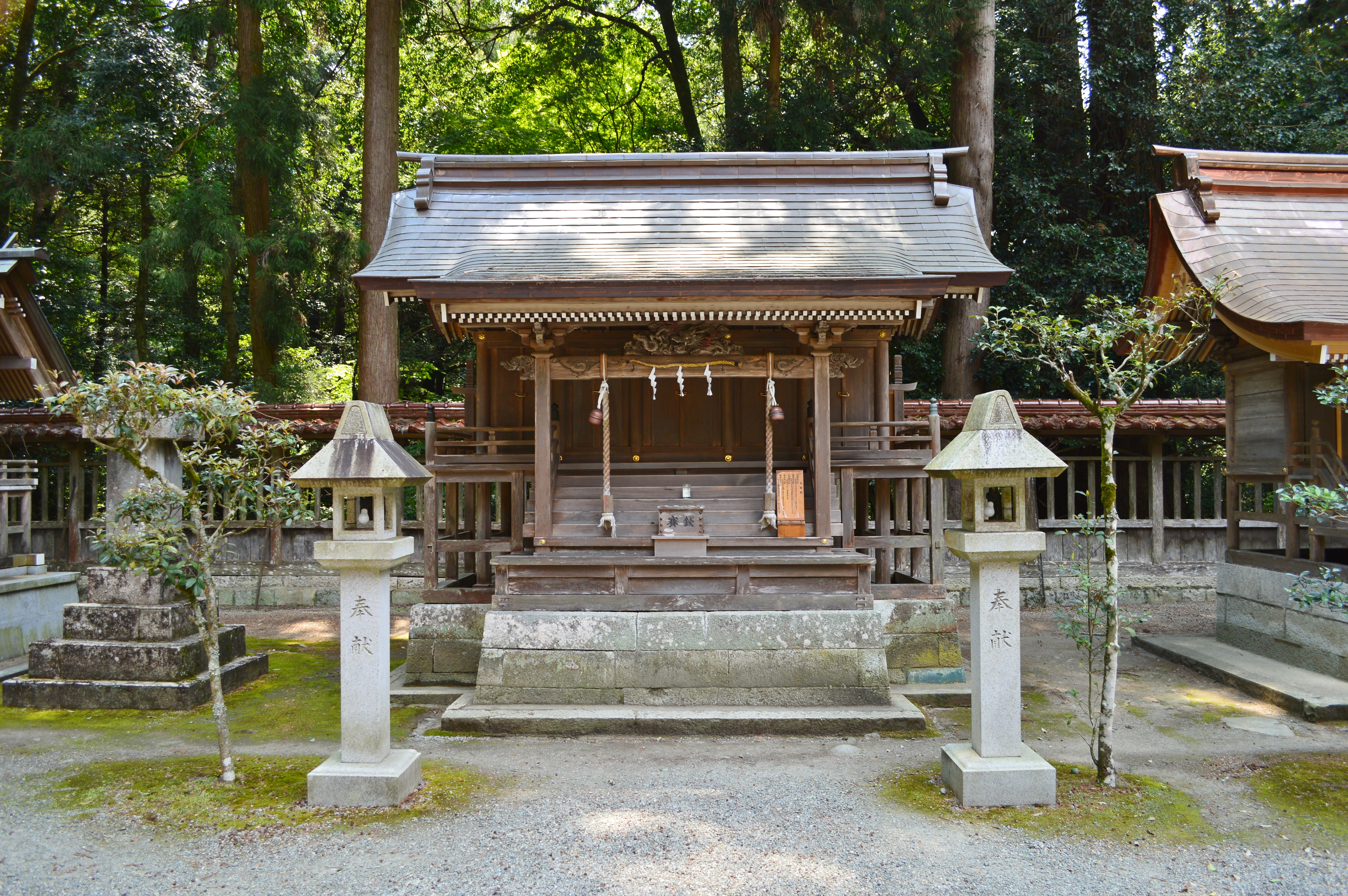
五柱社
天照皇大神・宇賀魂神・国底立神・須佐之男神・猿田彦神
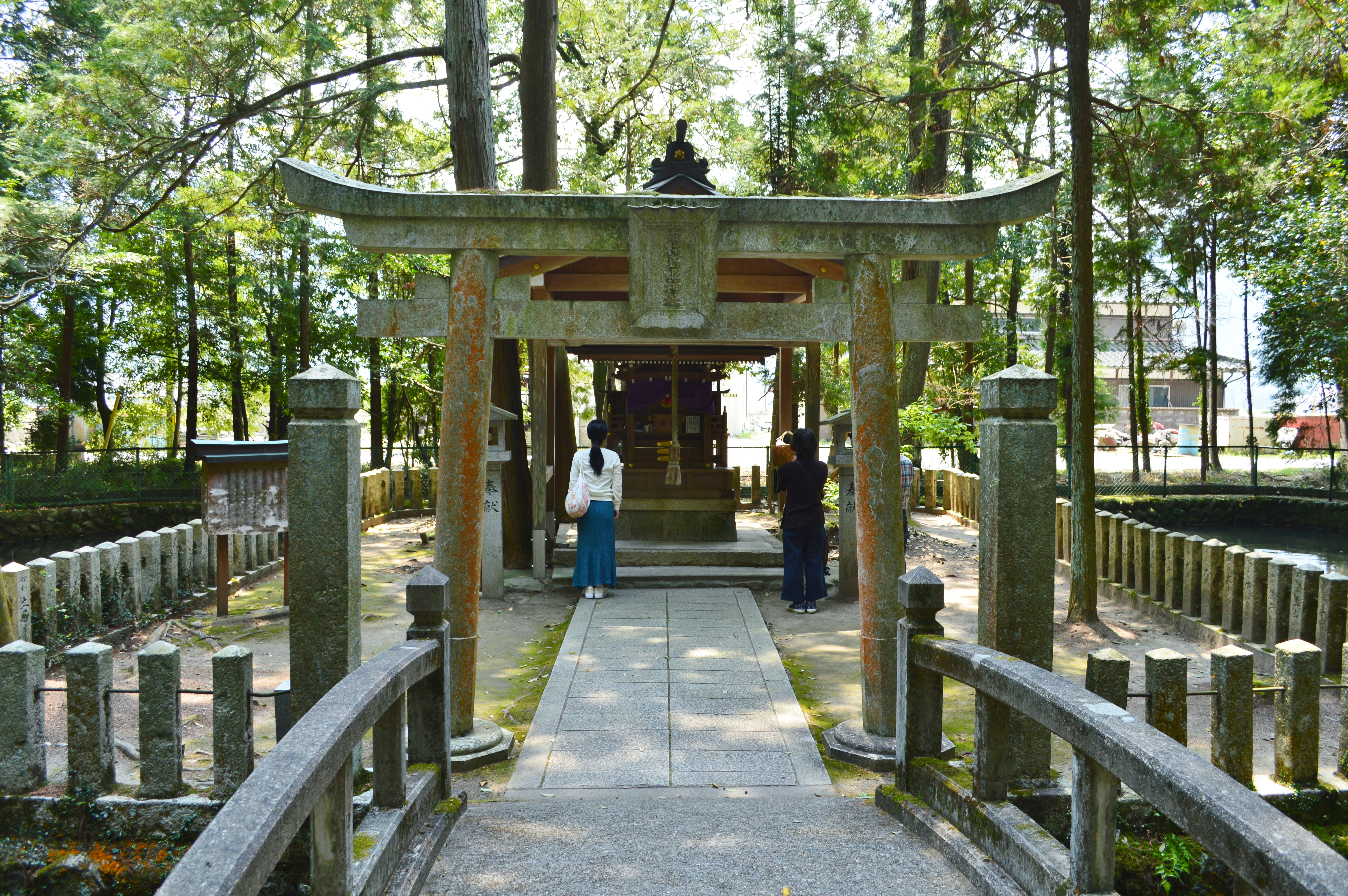
市杵島姫神社（通称・弁天さん） 市杵島姫命
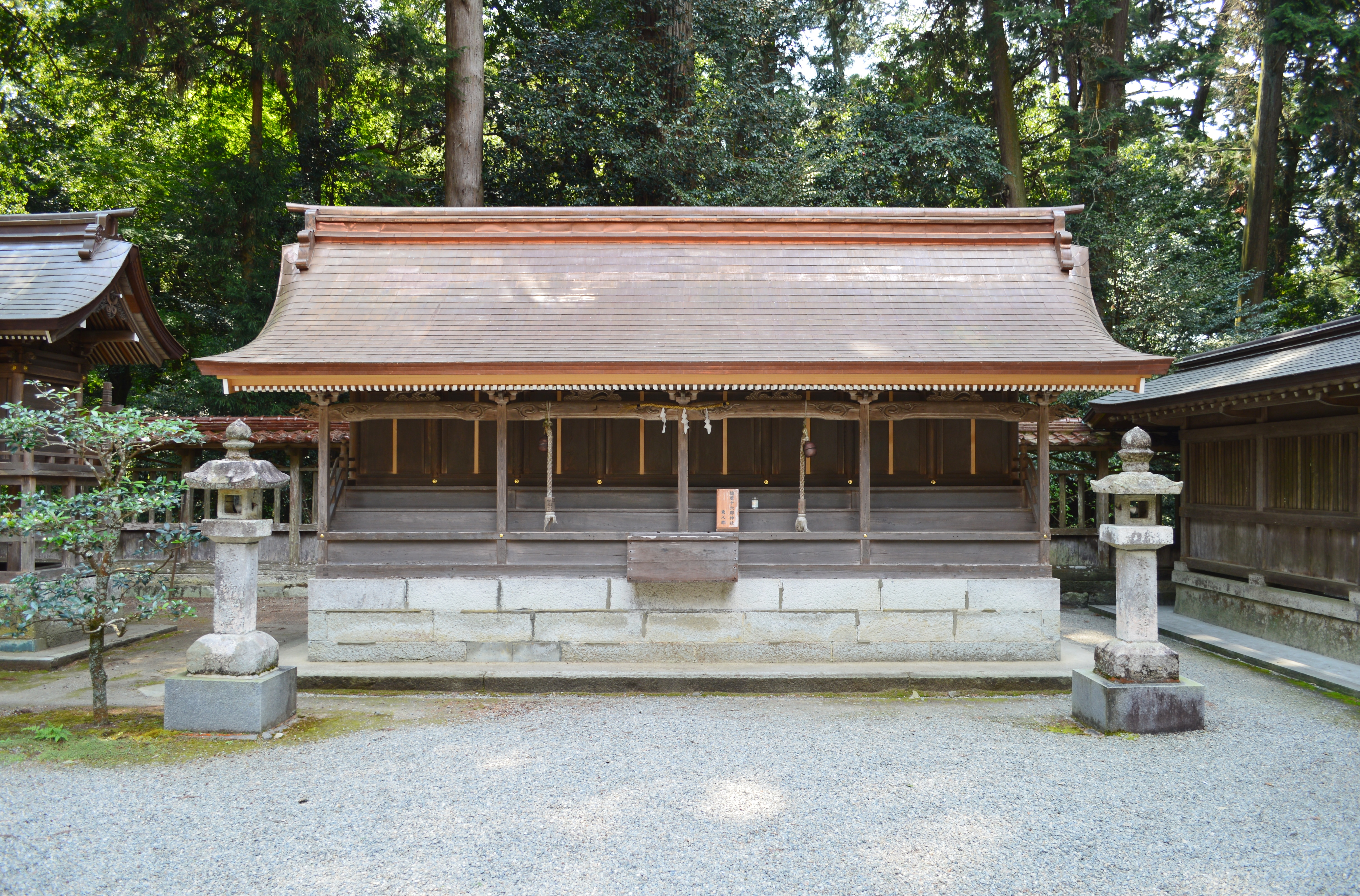
播磨十六郡神社
播磨国内の式内社
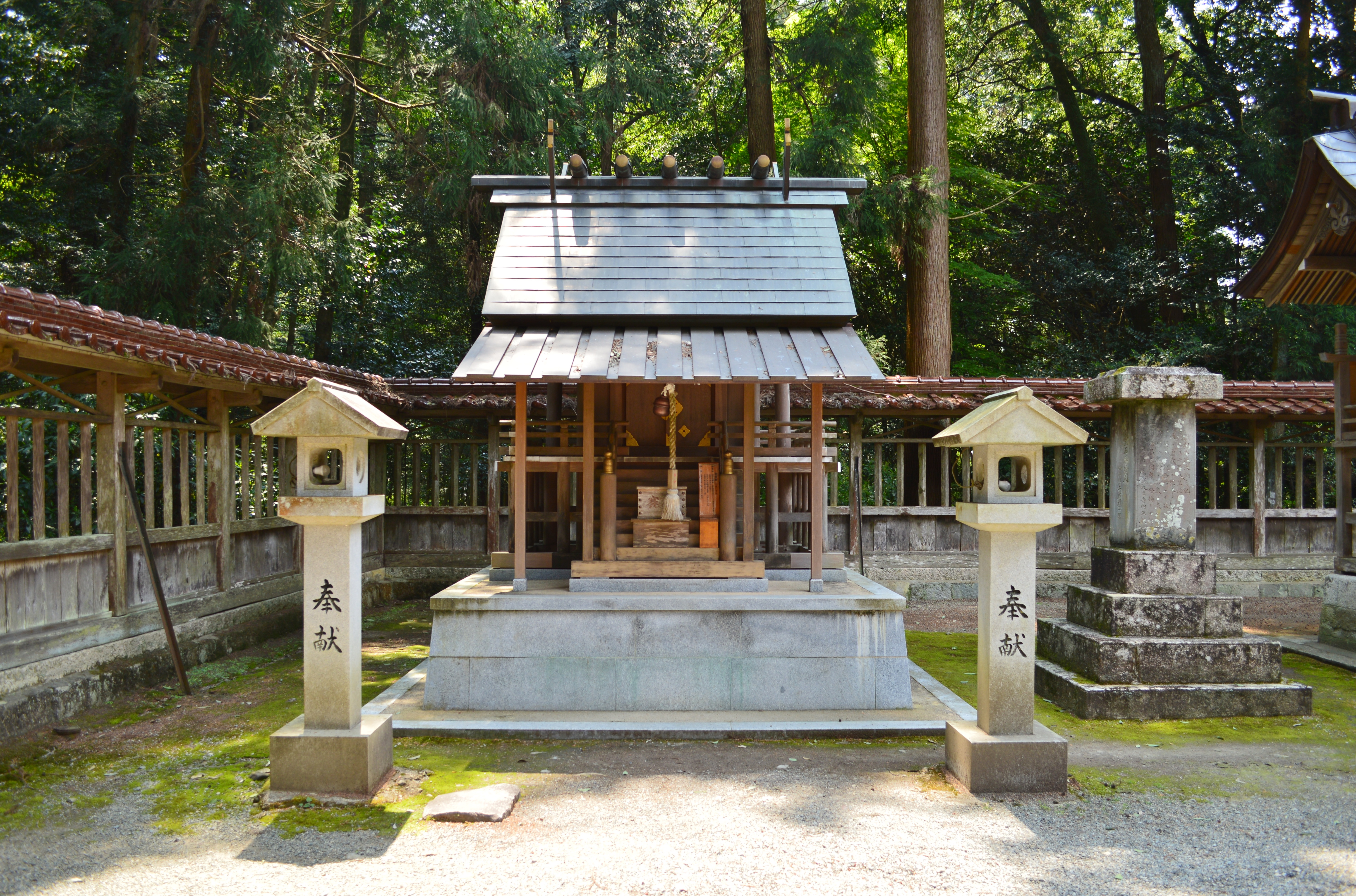
御霊殿
伊和恒郷命・旧神戸村の戦死者・万国の戦死者

旧境外摂末社（所在地表記がないものは宍粟市に所在）
- 庭田神社（式内社）
事代主神
- 与位神社（式内社）
素盞嗚尊・稲田姫命
- 邇志神社（式内社）
伊弉諾命・伊弉冉命・須佐之男命・宇迦之御魂命・菅原道真
- 觱篥神社
大己貴命
- 安志姫神社（姫路市）
安志姫命（安師比売神 伊和大神の妻問いを辞退）

- 五柱社
- 市杵島姫神社
- 播磨十六郡神社（東）
- 御霊殿

## 祭事

### 年間祭事
- 新年祭（1月1日）
- 節分祭（節分の日）
- 祈年祭（2月17日）

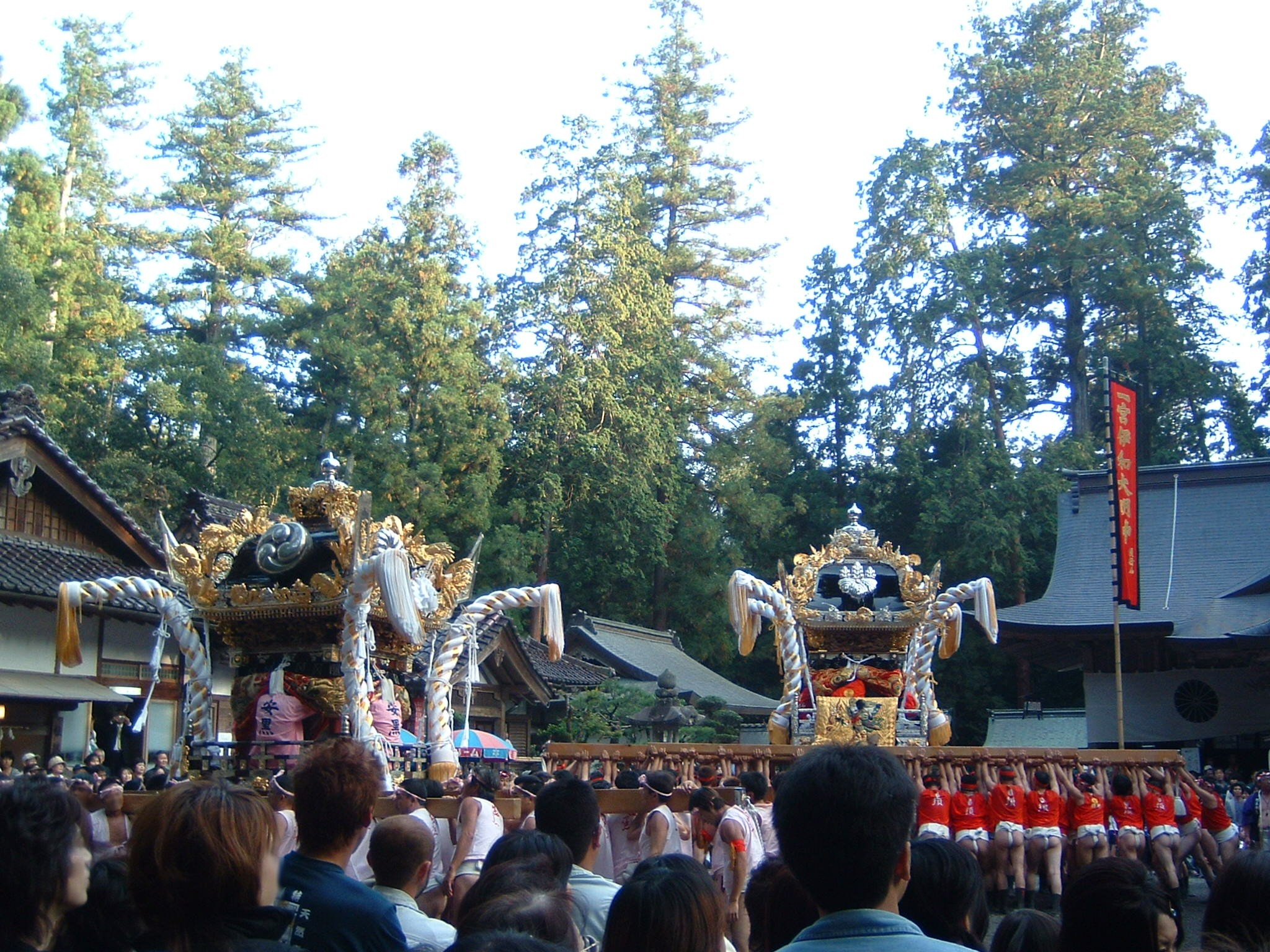
秋季大祭

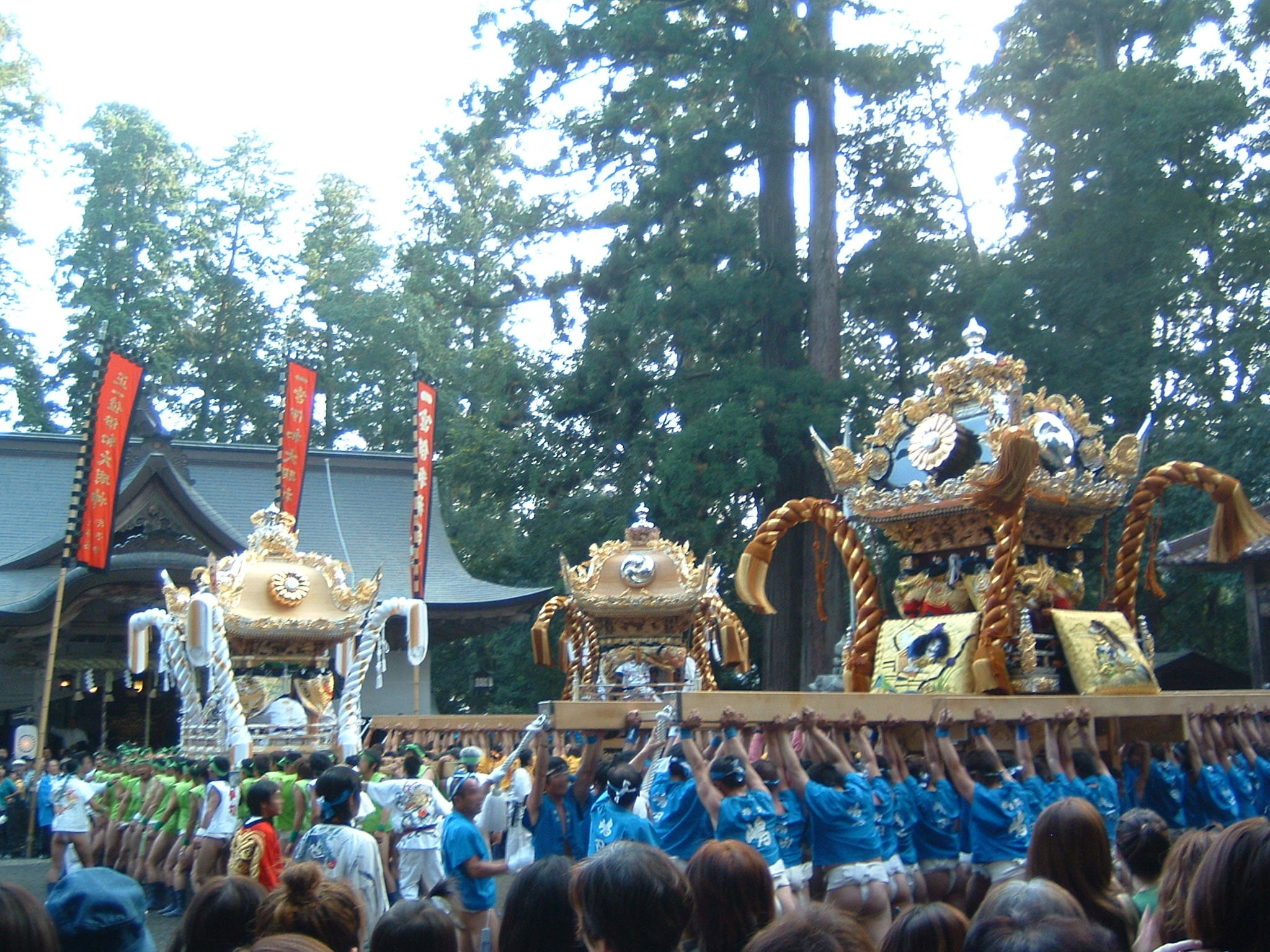
秋季大祭

- 春季大祭・弁天祭（4月10日に近い日曜日）
- 大祓（6月30日）
- 夏祭（7月15日）
- 風鎮祭（8月26日）
- 開願祭（9月15日頃）
- 秋季大祭（10月15日・16日）
- 新嘗祭（11月23日）
- 冬祭（12月15日）
- 大祓・除夜祭（12月31日）
- 一つ山祭 21年目毎
- 三つ山祭 61年目毎（甲子の年）

### 風鎮祭
油万燈祭ともいう。二百十日の前に風の鎮めを願い、五穀豊穣・家内安全を祈念する。日暮れとともに、境内に並ぶ、油と灯芯が入った小皿に火が灯される。

### 秋季大祭
15日は例祭で、村練りなどを行う。16日は神輿渡御を行う神幸祭で、氏子地域などから5台の屋台（太鼓台）が練り出される。屋台の宮入、練り合わせの後、百余人の神職や奉仕者の渡御行列が、神輿とともに揖保川沿いの御旅所に神幸する。
伊和神社のお膝元・須行名地区の屋台蔵は、神社向かいの道の駅播磨いちのみや内にあり、営業時間中は屋台が見学できる。

### 三つ山祭・一つ山祭
三つ山祭は61年に一度、一つ山祭は21年に一度催行される。三つ山とは白倉山・高畑山・花咲山、一つ山とは宮山のことで、これら四つの山は伊和神社を囲む位置にある。それぞれに岩磐と祠があり、祭礼では祠を整備して山々を遥拝する。山岳信仰・磐座信仰の名残とみられる。

## 文化財

### 兵庫県指定文化財
- 史跡
  - 一つ山古墳 - 1971年（昭和46年）4月1日指定[4]。

### その他
- 新田義貞寄進状外古文書類約200通
- 新田義貞奉納甲冑（焼損）

## 現地情報
所在地
- 兵庫県宍粟市一宮町須行名407

交通アクセス
- 姫路駅（JR西日本JR神戸線・山陽本線ほか）から、神姫バス山崎行きで終点下車、さらにウエスト神姫の皆木・原・横山・倉床行きに乗り換えて「一の宮伊和神社」バス停下車。国道29号沿いに位置する。

## 関連図書
- 安津素彦・梅田義彦編集兼監修者『神道辞典』神社新報社、1968年、13頁
- 白井永二・土岐昌訓編集『神社辞典』東京堂出版、1979年、50頁

## 関連神社
以下の神社は、風土記や社伝の記述から、伊和大神の分霊や家族神が祀られたとされる。なお、風土記には御子神の名もある。また、伊和大神に関連した地名説話も多い。
- 英賀神社（姫路市）
国史見在社。英賀津彦・英賀津姫の2神が御子神。
- 射楯兵主神社（姫路市）
式内社、播磨国総社。兵主神（大己貴命）が伊和大神の分霊とされる。
- 伊和都比売神社（赤穂市）
式内社。祭神名から、伊和大神の比売神とする説がある。
- 伊和都比売神社
式内社（論社に稲爪神社の元境内社・岩屋神社・伊弉冉神社）。同上。
- 佐用都比売神社（佐用郡佐用町）
式内社。風土記・讚容郡の大神が伊和大神を指すなら、佐用都比売神は伊和大神の比売神。
- 二宮神社（神崎郡福崎町）
建石敷命が御子神
- 祝田神社（たつの市）
式内社論社。石龍比古命・石龍比売命の2神が御子神。
- 夜比良神社（たつの市）
式内社。葦原志擧乎命（大己貴命、伊和大神）。